# 25
25 (XXV) var ett normalår som började en måndag i den julianska kalendern.

## Händelser

### Okänt datum
- Tiberius medlar i en dispyt mellan Messenien och Sparta över Ager Dentheliales på berget Taygetus och ger området till Messinien.
- Aelius Sejanus misslyckas i sitt försök att gifta sig med Drusus Julius Caesars änka.
- Cossus Cornelius Lentulus och Marcus Asinius Agrippa blir konsuler i Rom.
- Pomponius Mela formaliserar det klimatiska zonsystemet.
- Handynastin återupprättas i Kina när kejsar Liu Xiu utropar sig själv till kejsare, vilket blir början på Jiangwu-eran, vilken varar till 56.
- Luoyang blir huvudstad för östra Handynastin.

## Födda
- Gaius Julius Civilis, germansk hövding

## Avlidna
- Aulus Cremutius Cordus, romersk historiker